# PA-99-N2 b
PA-99-N2 b è un candidato esopianeta in orbita attorno alla stella PA-99-N2, che si trova nella vicina galassia di Andromeda. Nel 1999 venne osservato un fenomeno di microlente gravitazionale dovuto probabilmente a una stella con una massa stimata tra 0,02 e 3,6 volte quella del Sole. Nel 2009 un gruppo di scienziati ha suggerito che se la massa della stella avesse un valore di 0,5 M⊙, probabilmente essa avrebbe un pianeta supegioviano al seguito, con una massa 6,34 volte quella di Giove. Se la scoperta fosse confermata, si tratterebbe del primo pianeta scoperto nella galassia M31.
L'esistenza del pianeta PA-99-N2 b non può essere confermata facilmente a causa della notevole distanza che ci separa da esso, e, come molti esopianeti, è stato individuato non tramite osservazione diretta bensì attraverso la misura dell'alterazione che la presenza del pianeta causa nel campo gravitazionale, valutando la deviazione della luce proveniente da altre stelle.
Il pianeta PA-99-N2 b è stato individuato mediante la tecnica del microlensing gravitazionale.
Con le tecnologie attuali non è possibile ottenere altre informazioni sul pianeta data la sua posizione in un'altra galassia.
Le uniche caratteristiche che potrebbero essere alla portata degli scienziati astronomi sono la distanza dalla relativa stella, la dimensione e la temperatura del pianeta, che però sono ancora sconosciute.